# 부산 구 동래역사
부산 구 동래역사는 부산광역시 동래구 낙민동에 있는, 1934년 동해남부선에서 최초로 완공된 역사 건축물이다. 2019년 6월 5일 대한민국의 국가등록문화재 제753호로 지정되었다.

## 개요
1934년 동해남부선에서 최초로 완공된 역사로 일제강점기 병력수송의 주요 거점이었으며, 오랫동안 역사 광장에서는 새벽장터로서 지역생활의 중심지가 된 곳으로 지역민들의 수많은 애환을 간직하고 있다. 또한, 건립 당시 및 변천과정의 모습을 소상하게 알 수 있는 건축도면이 현존하고 있는 등 역사성과 장소성 측면에서 보존가치가 충분하다.

## 사진

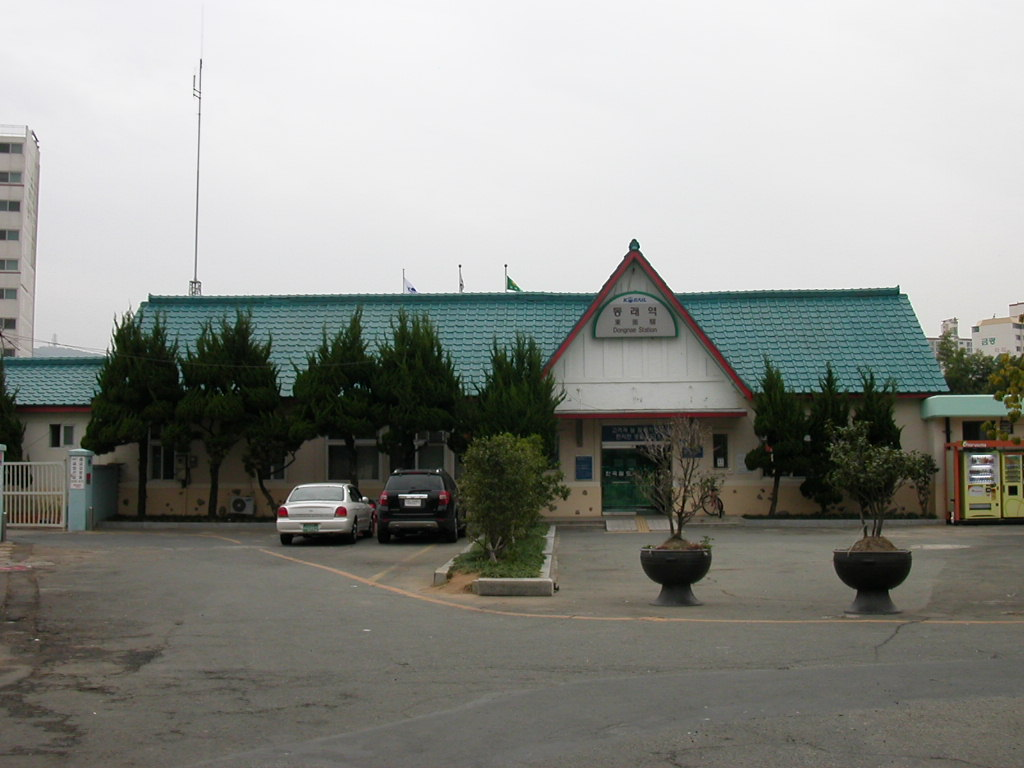
구. 동래역사
정면(도로쪽)에서 본 박공
차로(소화물사무실)에서 본 구. 동래역사 전경
정면에 있는 차양의 안쪽
철로쪽에서 본 구. 동래역사 전경
철로쪽에서 본 운전실 외관
운전실 동편에 있는 건물
동편 철로에서 본 구. 동래역사 전경
처마와 박공
철로쪽 차양 내부
차양 기둥의 아랫부분
지붕의 모습
구. 동래역사 내부
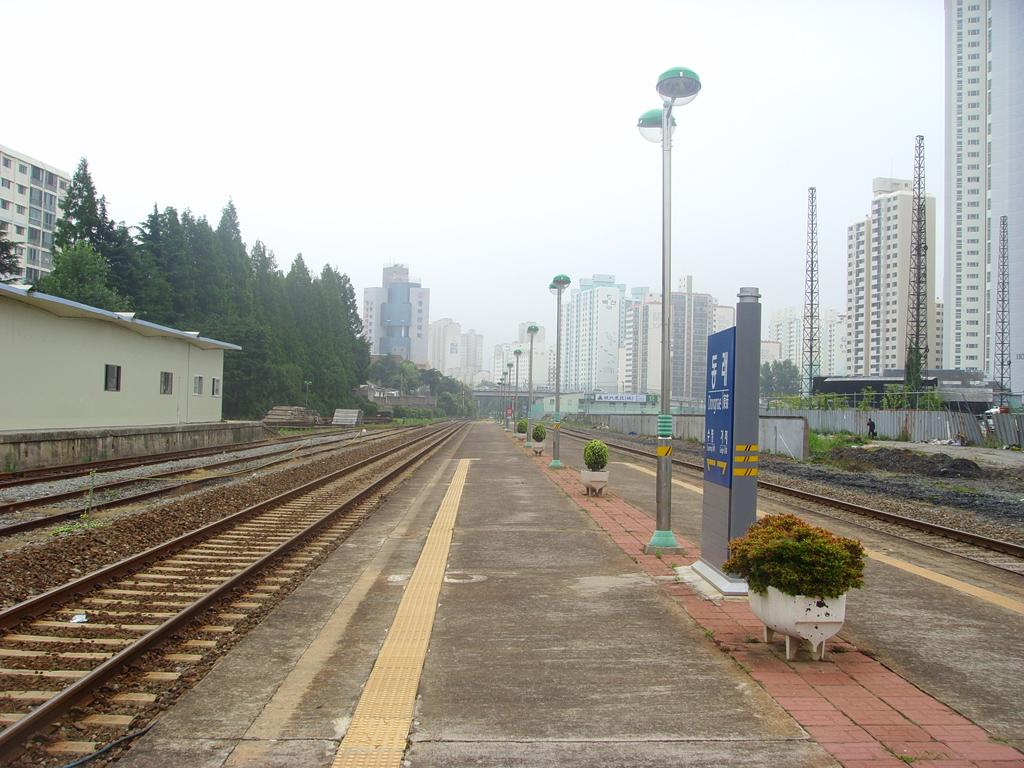
구. 승강장

## 같이 보기
- 동래역

## 참고 자료
- 부산 구 동래역사 - 국가유산청 국가유산포털